# Abbaye Saint-Paul (Newton)
Pour les articles homonymes, voir Abbaye Saint-Paul et Saint-Paul.
L'abbaye Saint-Paul est une abbaye bénédictine appartenant à la congrégation ottilienne, ou congrégation des bénédictins missionnaires de sainte Odile, au sein de la confédération bénédictine. Elle se trouve aux États-Unis, à Newton. La communauté est actuellement (2011) de cinq moines âgés. Cette fondation est donc en train de disparaître.

## Histoire
L'abbaye a d'abord été fondée comme prieuré en 1924 par le P. Michael Heilein, osb, bénédictin de l'archi-abbaye de Sainte-Odile en Franconie. Il fallait susciter de nouvelles vocations américaines pour les missions africaines. Le prieuré était placé sous le patronage de sainte Thérèse de l'Enfant-Jésus, patronne des missions et fut communément appelé le monastère des Petites Fleurs (Little Flowers Monastery) en référence aux grâces décrites sous forme de fleurs dans l'autobiographie de la sainte. Il est situé dans un vaste domaine à la campagne.
Le prieuré se développe rapidement et devient abbaye en 1947 sous le patronage de saint Paul, dont la fête est le 25 janvier. Dès le commencement, la communauté se tourne vers l'agriculture et se développe régulièrement vers de nouveaux apostolats : Un séminaire mineur fut en activité pendant trente ans, jusqu'au début des années 1970. Les moines s'occupent aujourd'hui d'un centre de retraites spirituelles qui se situe dans les anciens locaux de l'abbaye, les moines ayant déménagé dans une maison plus simple. Ils travaillent comme professeurs, ou employés de service dans des écoles des environs. Ils assurent aussi des charges pastorales dans les paroisses et les hôpitaux alentour. Certains ont été missionnaires en Afrique. La communauté était encore de onze moines au début du XXIe siècle, elle est de cinq moines en 2010.
Les moines tirent leur subsistance principale de la culture de conifères destinés au marché des arbres de Noël.